# Natalia Bondarchuk
Natalia Sergueyevna Bondarchuk (en ruso: Наталья Сергеевна Бондарчук, nacimiento 10 de mayo de 1950) es una actriz soviética y directora de cine, principalmente conocida por su actuación como "Hari" en Solaris de Andréi Tarkovski. Es la hija del director ucraniano y actor Serguéi Bondarchuk y la actriz rusa Inna Makarova. Su medio hermano es el director de película y actor Fiódor Bondarchuk; su media hermana es la actriz Yelena Bondarchuk.

## Biografía
Natalia Bondarchuk nació en Moscú. En 1971 se graduó de la escuela de actuación suplente del Universidad Panrusa Guerásimov de Cinematografía y en 1975 de la escuela de dirección en la misma institución.
Hizo su debut cinematográfico en 1969 en By the Lake, seguido de las producciones de 1971 Ty i ya (Tú y yo) y Prishyol soldat s fronta (Un soldado regresa del frente). Se hizo famosa por su papel de Hari en Solaris de Andréi Tarkovski en 1972. Fue su papel favorito. También fue la favorita de Tarkovski de la película, ya que él escribió en su diario que "Natalia B. ha eclipsado a todos".
En 1973 conoció a su futuro esposo Nikolái Burliáyev en el set de la película de Nikolái Mashchenko Kak zakalyalas stal (Cómo el Acero Fue Templado) (en ruso: Николай Бурляев). Los dos más tarde se retiraron de su participación en esta película. En 1976 nació su hijo Ivan.
Interpretó a la princesa María Volkonskaya en la película histórica de 1975 La Cautivadora estrella de la Felicidad por Vladímir Motyl.
En 1982 dirigió su primera película, Zhivaya raduga (Arcoíris viviente). La película fue producida en Yalta. En 1985 dirigió la película Detstvo Bambi (La infancia de Bambi), y en 1986 la película Yunost Bambi (La juventud de Bambi). Natalia Bondarchuk también dirige un teatro infantil de ópera en Krasnaya Presnya en Moscú. Su hijo Ivan Burlyayev cantó en este teatro durante su infancia.

## Filmografía

### Como actriz
- 1969 : By te Lake como pasajera de tren
- 1971 : You and Me como Nadia
- 1972 : Solaris como Hari
- 1975 :  como Volkonskaya
- 1976 : Rojo y Negro Como Madame de Rênal
- 1980 :  The Youth of Peter the Great  as Sofía Alekséyevna Románova
- 1982 : Living Rainbow como María Sergueyevna
- 1985 : Bambi's Childhood como la madre de Bambi
- 1986 : Lermontov como María Mijailovna Lermontova, la madre de Mijaíl Lérmontov

### Como directora
- 1982: Living Rainbow
- 1985: Bambi's Childhood
- 1986: Bambi's Youth
- 1991: God, hear my prayer
- 2006: Pushkin: The Last Duel
- 2015: Snow Queen